# Czinóber Miklós
Czinóber Miklós András (Szolnok, 1899. november 15. – Sablé-sur-Sarthe/Párizs, 1984. január 2.) magyar-francia festőművész.

## Életpályája
Szülei: Czinóber László és Balázs Julianna voltak. 1919–1925 között a Magyar Képzőművészeti Főiskola hallgatója volt, majd a Szolnoki művésztelep tagja lett. 1925-ben Szolnokon rendezett egy nagy gyűjteményes kiállítást műveiből. 1947. június 3. és 1947. június 24. között meghívták, hogy vegyen részt a "néhány kortárs francia mester és magyar festőművész kiállításán". Ezen a kiállításon a következő művészek vettek részt: Fernand Léger, Lhote, Lurçat, Gimond, Martel, Beothy, Csáky, Bertalan, Czinóber, Czóbel, Gall, Kolos-Vary. A tiszteletbeli bizottság olyan nevekből állt, mint például: Georges Braque, Henri Matisse, Jacques Villon. Itt szerzett hírnevet magának a festészet restaurálásának világában.
Párizsban telepedett le, ahol rendszeresen kiállító festőként dolgozott.